# Alexander Bernhard

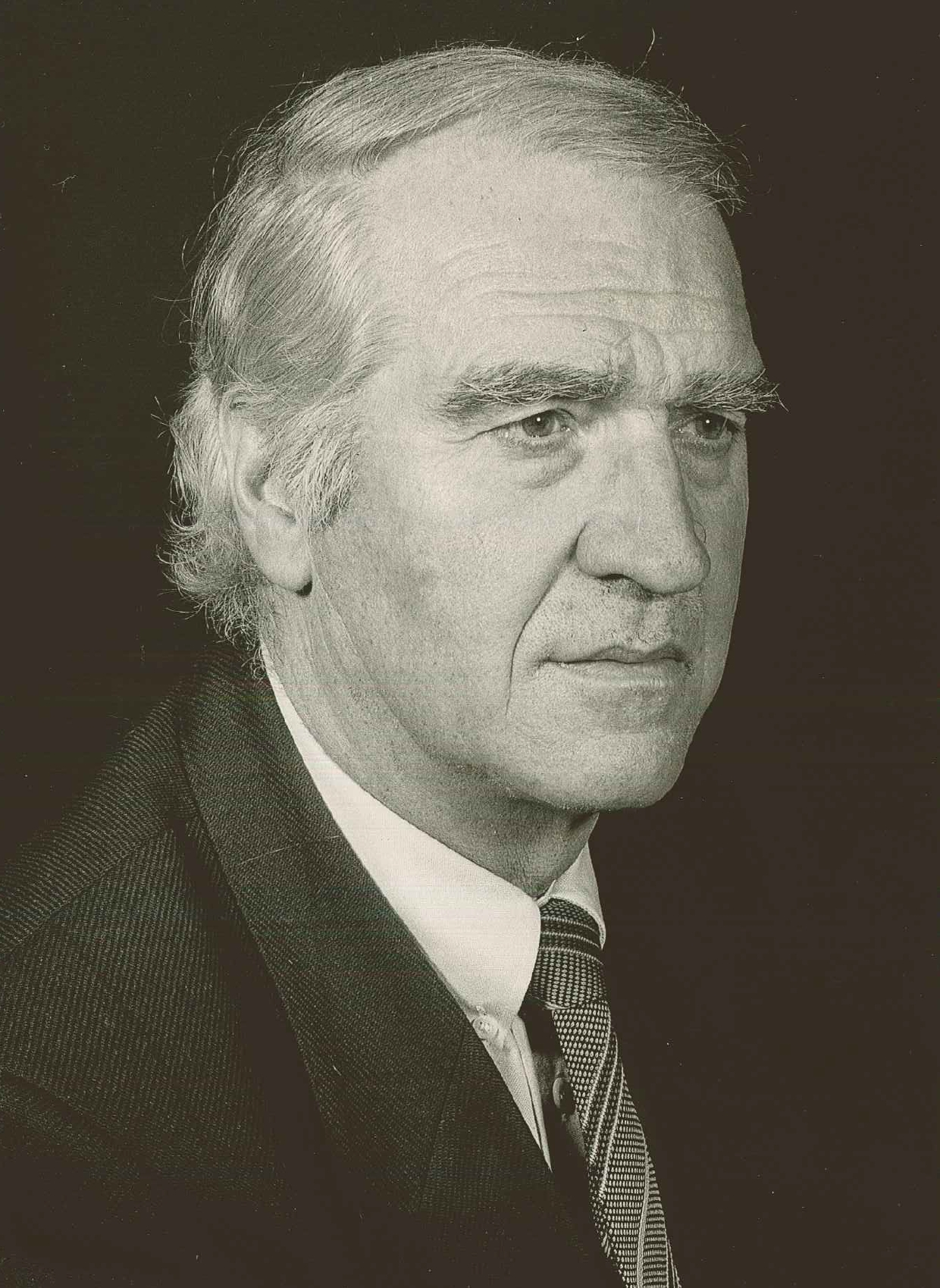
Alexander Bernhard

Alexander Bernhard (* 22. November 1927 in Augsburg; † 24. Januar 2024) war ein deutscher Chirurg und Hochschullehrer.

## Leben
Nach Volksschule und Realgymnasium in Augsburg studierte Bernhard Medizin an den Universitäten Erlangen und München. Dort bestand er das Staatsexamen 1955. Anschließend war er Assistent am Pathologischen Institut der Universität München, wo er im September 1955 promovierte sowie Assistent an der Chirurgischen Universitätsklinikum Bonn. Von Dezember 1956 bis März 1958 arbeitete Bernhard als Research Fellow am Respiratory Center für Poliomyelitis „Rancho Los Amigos“, Californien, USA und am Department für Chirurgie des „White Memorial Hospitals“, Los Angeles, USA, über die Atemfunktion bei Poliopatienten bzw. den extrakorporalen Kreislauf bei Herzoperationen. Nach seiner Rückkehr aus den Vereinigten Staaten war er bis 1964 Assistent an der Chirurgischen Universitätsklinik Bonn, wo er sich vor allem der Thoraxchirurgie widmete. 1962 erhielt er die Facharztanerkennung für Chirurgie. Ab Oktober 1964 arbeitete er an der Chirurgischen Klinik des Kantonspitals Zürich unter A. Senning an der Transplantation von Herzklappen.
Mit dem Eintritt im Oktober 1965 in die Chirurgische Universitätsklinik Kiel wurde Bernhard mit der Einführung und dem Aufbau der Herzchirurgie betraut. 1967 erhielt er in Kiel die „Venia legendi“. 1972 wurde er Professor an einer wissenschaftlichen Hochschule. 1973 lehnte er einen Ruf auf den Lehrstuhl für Herzchirurgie an der Technischen Universität Aachen ab. 1974 wurde Bernhard als Ordinarius auf den Lehrstuhl für Herz- und Gefäßchirurgie der Universität Kiel und zum Direktor der gleichnamigen Klinik berufen. Er wurde 1993 emeritiert.
Unter entscheidenden Pionierleistungen hat Bernhard konsequent den Aufbau einer institutionellen, leistungsfähigen und modernen Herz- und Gefäßchirurgie vorangetrieben. Schon seit ihrer Gründung 1965 ist es ihm gelungen, die Kieler Herzchirurgie in einem Hochleistungsbereich mit einem anspruchsvollen Operationsprogramm und einem aktiven wissenschaftlichen Forschungsprogramm anzusiedeln.

## Klinische und wissenschaftliche Schwerpunkte
Klinische und wissenschaftliche Schwerpunkte in Kiel waren die anatomische Korrektur von angeborenen komplexen Herzmissbildungen, der biologische Herzklappenersatz und die Herztransplantation. Die erste Herztransplantation erfolgte 1986. Die längste Überlebenszeit eines in Kiel Transplantierten beträgt bisher 30 Jahre.
Bernhard war Mitglied mehrerer nationaler und internationaler Fachgesellschaften und „Corresponding Member“ der skandinavischen Gesellschaft für Herz- und Thoraxchirurgie.

## Ehrenamtliche Tätigkeit
Bernhard förderte ab 1968 nachhaltig herzchirurgische Zentren in Polen. 1997 erweiterte er die Förderung auf weitere Herzzentren in Osteuropa durch Aus- und Weiterbildung zahlreicher Ärzte in Kiel. Sie wurde 2012 beendet.
Bernhard wurde 2004 die Ehrendoktorwürde der Medizinischen Akademie der Karol-Marcinkowski-Universität Posen verliehen.

## Veröffentlichungen (Auswahl)
- A. Bernhard, H.-H. Sievers: Herzklappenprothesen. In: V. Hombach (Hrsg.): Kardiovaskuläre Chirurgie. Bd. 3., S. Schattauer, Stuttgart/New York 1990, ISBN 3-7945-1279-0, S. 47–125.